# Samel Šabanović
Samel Šabanović (* 23. Dezember 1983) ist ein montenegrinisch-deutscher Fußballspieler.

## Karriere
Samel Šabanović wurde vor der Fußballsaison 2008/09 vom Grasshopper Club Zürich verpflichtet, Anfang Januar 2009 allerdings an den dänischen Erstligisten Esbjerg fB abgegeben. Der Stürmer war in der Saison 2007/08 mit 25 Toren der beste Torschütze beim FC Wil und zweitbester Torschütze der Challenge League. Seine vorherigen Vereine waren FC Kreuzlingen, Kickers Offenbach und FK Jedinstvo Bijelo Polje. Im Juli 2010 schloss er sich bis Ende Juni 2011 auf Leihbasis dem FC Aarau an. 2011 wechselte er zum SC Brühl nach St. Gallen. Dort entwickelte er sich zum Torgaranten und Publikumsliebling. Er hatte gemäß St. Galler Tagblatt den Ruf «ewiger Brühler». Im September 2019 verließ er den Verein nach sieben Saisons abrupt. Grund dafür waren der unerfüllte Wunsch Šabanovićs in Zukunft eine Rolle im Trainer Team der «Kronen» zu spielen und Lohnkürzungen im Kader, die ihn seiner Aussage nach mehr betroffen hätten als andere Spieler im Team. Anschließend spielte er bei YF Juventus, USV Eschen-Mauren und dem FC Amriswil. Bei allen Vereinen kam er aber nicht über wenige Einsätze hinaus.